# Gustav Schnürer

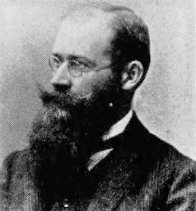
Gustav Schnürer (1860–1941)

Gustav Schnürer (* 30. Juni 1860 in Jätzdorf, Landkreis Ohlau, Provinz Schlesien; † 14. Dezember 1941 Freiburg im Üechtland) war ein deutscher Historiker.

## Leben
Schnürer war der Sohn des Mühlendirektors Fridolin Schnürer und dessen Ehefrau Ottilia geborene Unst. Er absolvierte ein Geschichts-, Geografie- und Philologiestudium an den Universitäten Berlin, Breslau und Münster. In Münster wurde er 1883 promoviert. Danach war er als Redakteur des Historischen Jahrbuchs der Görres-Gesellschaft tätig. 1889 wurde er als Professor für Geschichte des Mittelalters an die neu gegründete Universität Freiburg im Üechtland berufen, an der er ab 1908 auch die Geschichte der Neuzeit lehrte. Er wurde vor allem mit seinen enzyklopädischen Werken bekannt. 1930 und 1939 erhielt er die Ehrendoktorwürden der Universität Breslau und der Katholischen Universität Mailand.
Er war Mitglied der katholischen Studentenverbindungen KAV Suevia Berlin (seit 1878), KDStV Winfridia Breslau, VKDSt Saxonia Münster und KDStV Teutonia Freiburg im Üechtland im CV.

## Schriften (Auswahl)
- Die Entstehung des Kirchenstaates. Bachem, Köln 1894.
- Die Verfasser der sogenannten Fredegar-Chronik, Universitäts-Buchhandlung, Freiburg (Schweiz) 1900.
- Die ursprüngliche Templerregel. Kritisch untersucht (= Studien und Darstellungen aus dem Gebiet der Geschichte. Bd. 3, H. 1.2). Herder, Freiburg 1903.
- Kirche und Kultur im Mittelalter, 3 Bde., Schöningh, Paderborn 1924–1929.
- Die Anfänge der abendländischen Völkergemeinschaft. Herder, Freiburg 1932.
- Katholische Kirche und Kultur in der Barockzeit, Schöningh, Paderborn 1937.
- Katholische Kirche und Kultur im 18. Jahrhundert, Schöningh, Paderborn 1941.